# Mausohr-Wochenstubengebiet bei Polle
Mausohr-Wochenstubengebiet bei Polle este o arie protejată (arie specială de conservare — SAC, sit de importanță comunitară — SCI) din Germania întinsă pe o suprafață de 0,05 ha, integral pe uscat.

## Localizare
Centrul sitului Mausohr-Wochenstubengebiet bei Polle este situat la coordonatele 51°54′49″N 9°25′42″E / 51.9136°N 9.4283°E.

## Înființare
Situl Mausohr-Wochenstubengebiet bei Polle a fost declarat sit de importanță comunitară în ianuarie 2005 pentru a proteja 1 specie de animale. Situl a fost protejat și ca arie specială de conservare în noiembrie 2007.

## Biodiversitate
Situată în ecoregiunea continentală, aria protejată nu include niciun habitat protejat.
La baza desemnării sitului se află o specie protejată de  mamifere: liliac comun (Myotis myotis).